# Vermont Studio Center
Vermont Studio Center (VSC) je americkou soukromou institucí zaměřenou na tvůrčí pobyty umělců. Sídlí ve městě Johnson ve státu USA Vermont. Od ledna 2007 je prezidentem centra George Pearlman.

## Začátky VSC
Centrum založili v roce 1984 Jonathan Gregg, Frederick Osborne a Louise Von Weise. Zakoupili opuštěný mlýn, který zrekonstruovali a vytvořili z něj centrum VSC. Později se kampus rozšířil o několik dalších budov, kde vznikly ubytovací kapacity, ateliéry pro výtvarné umělce a fotokomora.

## Dnešní stav
V současnosti (2007) zajišťuje VSC nejširší rezidenční program pro umělce (art residence) v rámci celých Spojených států. Poskytovány jsou jeden až tříměsíční pobyty pro malíře, spisovatele a fotografy. V jednom momentu obývá centrum přibližně 50 umělců, kteří jsou před svým přijetím vybíráni správní radou. Ta při svém výběru mj. prosazuje, aby společně žili a pracovali lidé různých národností, kultur a tvůrčích postupů.

## Grantový program
Většina amerických umělců si svůj pobyt platí z vlastních prostředků, zahraniční účastníci jsou podporováni řadou grantů: The Triangle Arts Trust Africa/Arab World, The Freeman Foundation Asian Artists, ArtNexus Latin America Artist Award, Reed Foundation Caribbean Basin Fellowships, CEC ArtsLink Central Europe, Russia and Eurasia. Další podpory jsou směřovány na výtvarníky a spisovatele z Irska, Itálie, Mexika a vybraných oblastí USA.

## Návštěvy profesionálních umělců
K životu ve Vermont Studio Center patří návštěvy profesionálních umělců – spisovatelů, malířů, grafiků a sochařů. Každý rok jich do studia přijíždí vice jak 70.